# Gerwisch
Gerwisch is een plaats en voormalige gemeente in de Duitse deelstaat Saksen-Anhalt, en maakt deel uit van de Landkreis Jerichower Land.
Gerwisch telt 2.689 inwoners.